# Dargo River
Der Dargo River ist ein Fluss in Gippsland im australischen Bundesstaat Victoria.

## Verlauf
Er entspringt unterhalb Mount Hogginbotham im Alpine National Park (Great Dividing Range) in einer Höhe von 1260 m Er fließt nach Süden und mündet nach 108 Kilometern südlich von Waterford auf einer Höhe von 160 m in den Wonnangatta River.
Rund 15 Kilometer vor seiner Mündung durchfließt er die Kleinstadt Dargo.